# 浦項市
座標: 北緯36度1分8.4秒 東経129度20分36.5秒 / 北緯36.019000度 東経129.343472度

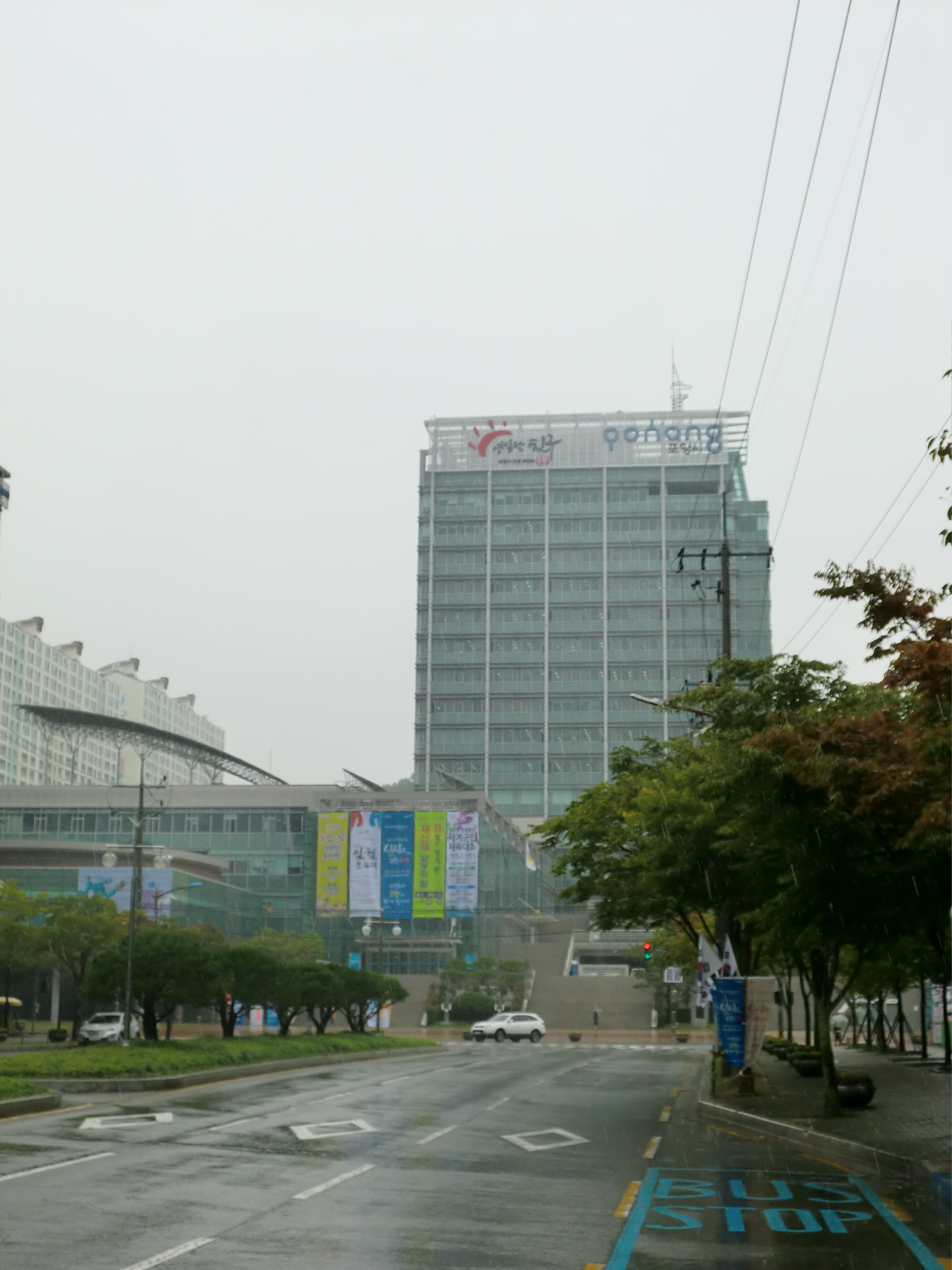
浦項市庁

浦項市（ポハンし）は、大韓民国慶尚北道東海岸の港湾都市。日本海の迎日湾に面した漁港であったが、1970年代初頭に浦項製鉄所が誕生して以来、韓国有数の工業都市として発展してきた。慶尚北道で唯一の大都市。
東洋最大級の浦項製鉄所や浦項工科大学校があり、浦項港は鉄鋼関係の輸出入が多い。慶尚北道に所属する市のなかで最大の都市である。

## 歴史

### 浦項市
- 1949年
  - 8月14日 - 迎日郡浦項邑が浦項府に昇格。
  - 8月15日 - 浦項府が浦項市に改称。
- 1962年 - 国際開港場に指定される。
- 1973年 - 浦項製鉄所第一期工事完成、操業開始。
- 1983年2月15日 - 迎日郡延日邑の一部を編入。
- 1987年1月1日 - 迎日郡大松面の一部を編入。
- 1995年1月1日
  - 浦項市・迎日郡が合併し、浦項市が発足。[2]（2区4邑10面25洞）
  - 北区・南区設置。[3]
- 2010年1月1日 - 大甫面が虎尾串面に改称。（2区4邑10面）
- 2017年11月15日 - 韓国時間14時29分頃、浦項市北区の北方9キロ沿岸付近を震源とするM5.4の地震が発生し、市内で被害が発生（浦項地震）。

### 迎日郡
- 1914年4月1日 - 郡面併合により、延日郡・清河郡および興海郡の大部分（北安面を除く）、長鬐郡の大部分（内南面・陽南面を除く）を迎日郡として編成。迎日郡に以下の面が成立。[4][5]（17面）
  - 長鬐面・峰山面・滄洲面・東海面・烏川面・大松面・延日面・浦項面・興海面・達田面・曲江面・神光面・杞渓面・清河面・松羅面・竹南面・竹北面
- 1917年 - 浦項面の一部を兄山面として分離（18面）。
- 1931年4月1日[6]
  - 浦項面が浦項邑に昇格。（1邑17面）
  - 浦項邑に日本式地名を付与。
    - 浦項洞 → 本町、初音町、栄町、明治町、昭和町、南浜町、東浜町1-2丁目、新興町、旭町、仲町
    - 鶴山洞の一部 → 川口町
- 1934年4月1日（1邑15面）[7]
  - 竹南面・竹北面が合併し、竹長面を設置。
  - 長鬐面・峰山面が合併し、只杏面を設置。
- 1938年4月1日 - 兄山面および大松面松島洞の一部が浦項邑に編入。[8]（1邑14面）
- 1942年10月1日 - 滄洲面の大部分と東海面の九万洞をもって九龍浦邑を設置・昇格。ただし、滄洲面の孔堂洞・上政洞・中山洞・中興洞は東海面に編入。[9]（2邑13面）
- 1945年 - 九龍浦邑に大甫出張所を設置。
- 1946年 - 浦項邑の日本式地名を廃止。
  - 本町 → 上元洞
  - 明治町 → 徳寿洞
  - 旭町 → 余川洞
  - 昭和町 → 大新洞
  - 栄町 → 徳山洞
  - 初音町 → 大興洞
  - 新興町 → 新興洞
  - 東浜町1-2丁目 → 東浜1-2街
  - 南浜町 → 南浜洞
  - 川口町 → 港口洞
  - 仲町 → 中央洞
- 1949年8月14日 - 浦項邑が浦項府に昇格・分離。（1邑13面）
- 1956年7月8日 - 興海面・曲江面が合併し、義昌面が発足。（1邑12面）
- 1957年10月29日 - 達田面を廃止し、義昌面・延日面に分割編入。[10]（1邑11面）。
  - 草谷洞・鶴川洞・城谷洞・里仁洞・大蓮洞 → 義昌面
  - 鶴田洞・達田洞・自明洞・柳江洞 → 延日面
- 1973年7月1日 - 義昌面が義昌邑に昇格。（2邑10面）
- 1980年12月1日（4邑8面）
  - 延日面が延日邑に昇格。
  - 烏川面が烏川邑に昇格。
- 1983年2月15日（4邑8面）[11]
  - 延日邑の大岑洞・孝子洞・芝谷洞・梨洞および東海面の日月洞が浦項市に編入。
  - 義昌邑が興海邑に改称。
  - 竹長面の一部が盈徳郡達山面に編入。
- 1986年4月1日（4邑10面）
  - 大甫出張所（九龍浦邑の九万洞・江沙洞・大甫洞、東海面の大冬背洞を管轄）が大甫面に昇格。
  - 杞北出張所（杞渓面の龍基洞・吾徳洞・盛法洞・塔亭洞・大谷洞・冠川洞・栗山洞を管轄）を杞北面に昇格・分離。
- 1987年1月1日 - 大松面の虎洞および堤内洞・松洞・玉明洞の各一部が浦項市に編入。（4邑10面）
- 1991年12月1日 - 只杏面が長鬐面に改称。（4邑10面）
- 1995年1月1日 - 迎日郡が浦項市と合併し、改めて浦項市が発足。迎日郡は廃止。

## 行政

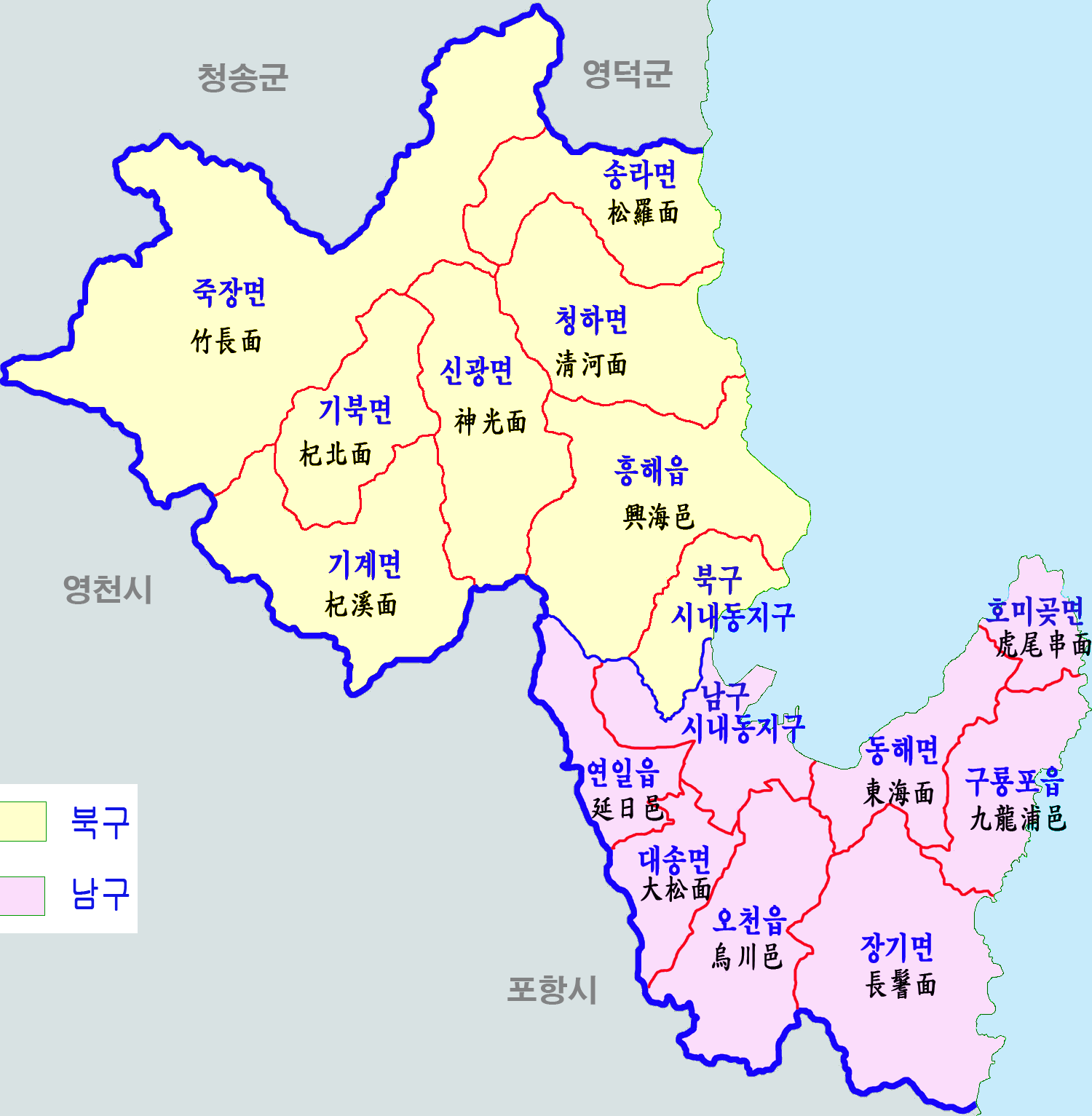
行政区域図

- 南区
- 北区

## 気候
- 最高気温極値38.6℃（1994年7月14日）
- 最低気温極値-15.0℃（1945年1月5日）

| 浦項市の気候                                                | 浦項市の気候 | 浦項市の気候 | 浦項市の気候 | 浦項市の気候 | 浦項市の気候 | 浦項市の気候  | 浦項市の気候  | 浦項市の気候  | 浦項市の気候  | 浦項市の気候 | 浦項市の気候 | 浦項市の気候 | 浦項市の気候     |
| 月                                                          | 1月          | 2月          | 3月          | 4月          | 5月          | 6月           | 7月           | 8月           | 9月           | 10月         | 11月         | 12月         | 年               |
| ----------------------------------------------------------- | ------------ | ------------ | ------------ | ------------ | ------------ | ------------- | ------------- | ------------- | ------------- | ------------ | ------------ | ------------ | ---------------- |
| 最高気温記録 °C （°F）                                      | 17.5 (63.5)  | 24.9 (76.8)  | 26.9 (80.4)  | 32.8 (91)    | 36.1 (97)    | 37.7 (99.9)   | 38.6 (101.5)  | 39.3 (102.7)  | 35.9 (96.6)   | 30.5 (86.9)  | 26.6 (79.9)  | 21.5 (70.7)  | 39.3 (102.7)     |
| 平均最高気温 °C （°F）                                      | 6.7 (44.1)   | 9.0 (48.2)   | 13.3 (55.9)  | 19.1 (66.4)  | 23.5 (74.3)  | 25.8 (78.4)   | 29.0 (84.2)   | 29.5 (85.1)   | 25.5 (77.9)   | 21.4 (70.5)  | 15.4 (59.7)  | 8.9 (48)     | 18.9 (66)        |
| 日平均気温 °C （°F）                                        | 2.2 (36)     | 4.3 (39.7)   | 8.6 (47.5)   | 14.1 (57.4)  | 18.6 (65.5)  | 21.8 (71.2)   | 25.4 (77.7)   | 26.0 (78.8)   | 21.9 (71.4)   | 16.9 (62.4)  | 10.6 (51.1)  | 4.3 (39.7)   | 14.6 (58.3)      |
| 平均最低気温 °C （°F）                                      | −1.5 (29.3)  | 0.2 (32.4)   | 4.2 (39.6)   | 9.6 (49.3)   | 14.4 (57.9)  | 18.6 (65.5)   | 22.5 (72.5)   | 23.3 (73.9)   | 18.9 (66)     | 13.1 (55.6)  | 6.6 (43.9)   | 0.5 (32.9)   | 10.9 (51.6)      |
| 最低気温記録 °C （°F）                                      | −14.4 (6.1)  | −13.4 (7.9)  | −9.9 (14.2)  | −2.3 (27.9)  | 3.7 (38.7)   | 8.2 (46.8)    | 10.8 (51.4)   | 14.0 (57.2)   | 8.9 (48)      | 0.6 (33.1)   | −8.3 (17.1)  | −13.1 (8.4)  | −14.4 (6.1)      |
| 降水量 mm （inch）                                          | 39.8 (1.567) | 36.5 (1.437) | 60.5 (2.382) | 81.2 (3.197) | 84.6 (3.331) | 126.8 (4.992) | 200.6 (7.898) | 230.2 (9.063) | 189.3 (7.453) | 76.7 (3.02)  | 40.1 (1.579) | 26.1 (1.028) | 1,192.4 (46.945) |
| 平均降水日数 （≥0.1 mm）                                    | 5.7          | 5.9          | 8.5          | 8.2          | 8.5          | 9.7           | 13.7          | 13.5          | 11.3          | 6.4          | 6.2          | 4.7          | 102.3            |
| 平均降雪日数                                                | 2.1          | 2.2          | 1.1          | 0.0          | 0.0          | 0.0           | 0.0           | 0.0           | 0.0           | 0.0          | 0.2          | 1.5          | 7.1              |
| % 湿度                                                      | 48.8         | 50.8         | 55.4         | 57.1         | 64.1         | 73.9          | 78.3          | 78.6          | 75.3          | 65.1         | 57.4         | 49.9         | 62.9             |
| 平均月間日照時間                                            | 191.4        | 185.1        | 203.8        | 219.3        | 230.9        | 189.2         | 168.5         | 178.5         | 160.9         | 199.7        | 185.0        | 191.2        | 2,303.5          |
| 出典：韓国気象庁 (平均値：1991年-2020年、極値：1943年-現在) |              |              |              |              |              |               |               |               |               |              |              |              |                  |

## 軍事
韓国軍海兵隊（海軍所属）司令部及び第1海兵師団司令部が所在する。

## 経済
世界的企業に成長したポスコの城下町である。
1976年1月、朴正煕大統領が新年のあいさつで浦項の試掘井戸から石油がでたことを発表。オイルショックの最中ということもあり国中が歓喜にわいたが、採算が合うものではなかった。ただし、市内の地下には石油・ガス資源は埋蔵されており、2017年には掘削中の井戸から天然ガスが湧出。吹き上がる炎が観察できた。

## 交通

### 鉄道
- 韓国鉄道公社（KORAIL）
  - 東海線：浦項駅 - 月浦駅
    - 浦項駅発着の一般列車は全てムグンファ号であり、同駅を境に運行系統が分断されている。南方向へは釜田駅（釜山広域市）方面に向かう列車と、中央線に乗り入れる列車がある。北方向へは浦項 - 盈徳間の区間列車が設定され、月浦駅を経由する。
    - 2015年4月2日（仮開業は同年3月31日）より、京釜高速線から乾川連結線を経由し東海線に接続する形で、ソウル駅方面からのKTXが乗り入れを開始した。

  - 槐東線（貨物線）：孝子駅 - 槐東駅
  - 迎日湾港線（貨物線）：浦項駅 - 迎日湾港駅

### バス
- 浦項高速バスターミナル
  - 浦項駅の1km南にある。ソウル高速バスターミナルへは30分間隔の運行で、所要時間は4時間30分。その他大田・光州・馬山(昌原市)への便がある。
- 浦項市外バスターミナル
  - 高速バスターミナルのさらに2km南にある。釜山総合バスターミナルへは昼間5～10分間隔の運行で、所要時間は1時間20分。大邱東部市外バスターミナル(大邱広域市)へも昼間5～10分間隔の運行。その他仁川国際空港・蔚山等のほか、鉄道でつながっていない江原特別自治道江陵へ連絡するバスもある。

### 道路
- 益山-浦項高速道路(20号線)　京釜高速道路までの区間が部分開通している。
  - 西浦項インターチェンジ - 浦項料金所 - 浦項インターチェンジ
- 東海高速道路(65号線) 釜山広域市から浦項市南区まで接続されており、北欧で盈徳郡まで接続される。

### 航空
- 浦項空港
  - （ソウル金浦国際空港と済州行きの飛行機便）

### 船
- 鬱陵島行きの旅客船が出る。
- 日本・舞鶴港の間に貨客船の定期航路がある。

　　　　　迎日湾港 - 京都舞鶴港 - 迎日湾港 - ウラジオストク - 迎日湾港　

## 教育

### 大学校
私立
- 浦項工科大学校(POSTECH)
- 韓東大学校

### 専門大学
- 浦項大学校
- 善隣大学校
- 韓国ポリテク6大学、浦項キャンパス

### 事内大学
- ポスコ技術大学、浦項キャンパス

## スポーツ
浦項製鉄所のサッカー部を母体に設立したプロサッカークラブ、浦項スティーラースは、韓国初のサッカー専用スタジアムである浦項スティールヤードをホームスタジアムとして使用し、2013年度シーズン終了時において、国内リーグ優勝5回、アジア選手権優勝3回の結果を残している。なお、大邱広域市を本拠地とするプロ野球・三星ライオンズが2012年夏の新球場完成により、時折試合を行うようになった。2013年7月19日、プロ野球オールスター戦も開催された。
| 種目         | チーム名           | 創立年度 | ホーム競技場                                                                     |
| Kリーグ1     | 浦項スティーラース | 1973年   | 浦項スティールヤード                                                             |
| 韓国プロ野球 | 三星ライオンズ     | 1982年   | 浦項野球場（準本拠地、2012年7月完成、2012年8月より時折1軍、2軍ともに試合を開催） |

## メディア
- テレビ・ラジオ局
  - KBS浦項放送局
  - 浦項文化放送(浦項MBC)
    - 大邱放送(TBC・SBS系列)の中継局が設置されており視聴可能。
- ラジオ局
  - 浦項極東放送(FEBC)
  - 基督教浦項放送(CBS)
    - 平和放送(PBS)・仏教放送(BBS)は、それぞれ大邱局の中継局が設置されており聴取可能。

## 出身著名人
- 李明博（大韓民国大統領）
- 李同国（サッカー選手、全北現代モータース所属）
- 金熙杰（プロ野球選手、三星ライオンズ所属）
- 李相和（プロ野球選手）
- ソン・ジヒョ (女優)
- カン・ヨサン（歌手・ATEEZ）
- イ・チェヨン（歌手・fromis_9）
- スミン（歌手・STAYC）

## 姉妹都市・友好都市
- 中国吉林省琿春市
- 日本広島県福山市
- 日本新潟県上越市
- 米国カリフォルニア州ロングビーチ市
- 米国カリフォルニア州ピッツバーグ市
- （国内）全羅南道光陽市
- （国内）全羅北道扶安郡